# Donauschlinge bei Ybbs

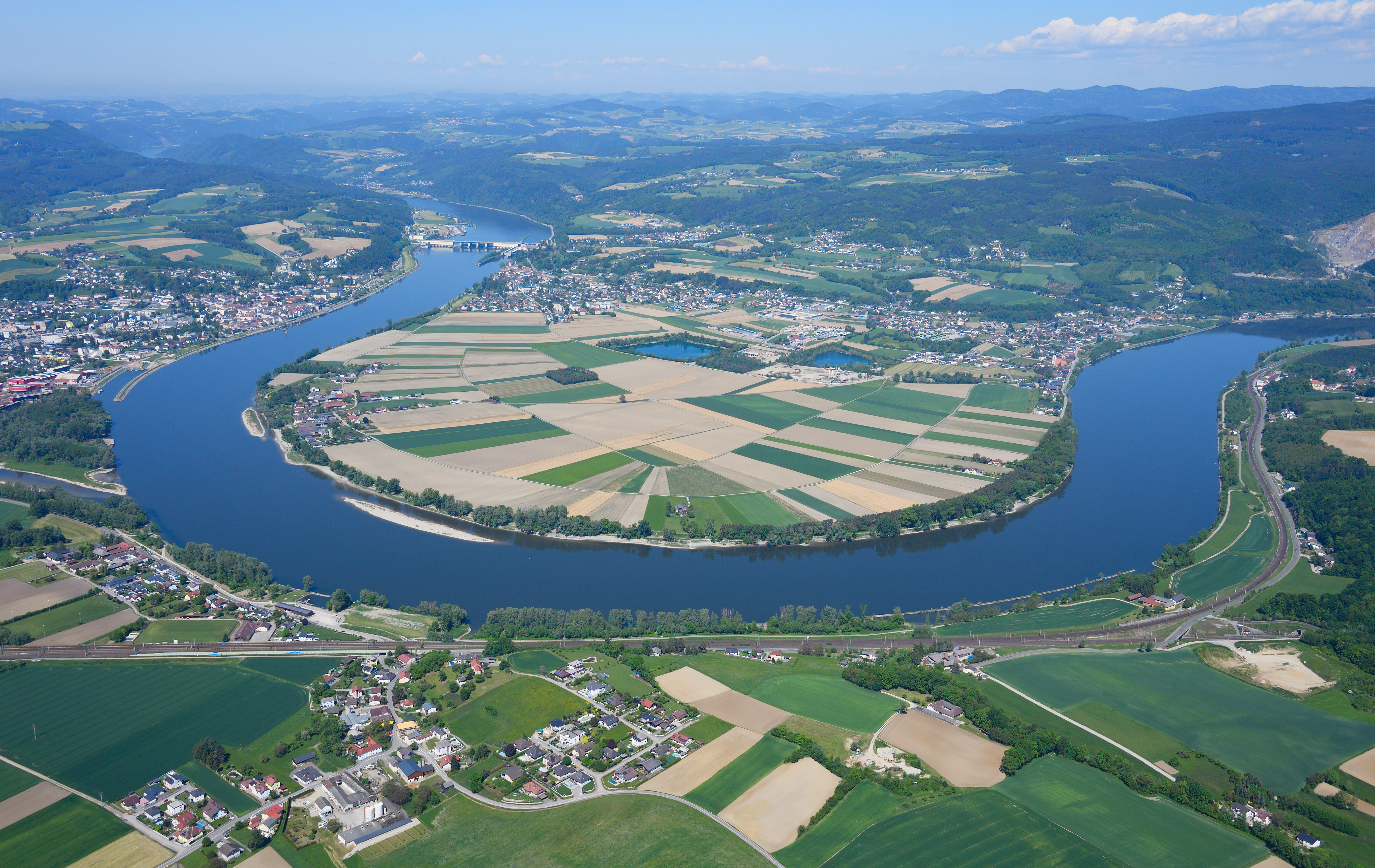
Die Donauschlinge bei Ybbs aus der Luft gesehen

Die Donauschlinge bei Ybbs (früher auch Böse Beuge) befindet sich zwischen Ybbs an der Donau und Gottsdorf in Niederösterreich.
Die Schlinge am Beginn des Nibelungengaus wird im Norden von der Böhmischen Masse und im Süden von den Ausläufern der Neustadtler Platte und des Niederösterreichisches Alpenvorlandes umgeben. Innerhalb der Donauschlinge liegt die sogenannte Scheibe (auch Gottsdorfer Scheibe), die mit Schottern bedeckt ist. Die Donauschlinge erstreckt sich von Persenbeug, das seinen Namen von der „Bösen Beuge“ ableitet, nach Gottsdorf und von Ybbs nach Säusenstein. Im Scheitel liegen Sarling und Hagsdorf.
Bis ins 18. Jahrhundert ragten Felsen in die Schifffahrtslinie hinein. Einige dieser Felsen wurden 1770–1780 gesprengt, dennoch kam es immer wieder zu Berührungen mit dem Untergrund. Erst anlässlich der Errichtung des Kraftwerks Ybbs-Persenbeug wurde die Sohle eingeebnet. Eine weitere Entschärfung erfolgte am Beginn des 3. Jahrtausends durch Hochwasserschutzbauten.